# Corneville-la-Fouquetière

Corneville-la-Fouquetière este o comună în departamentul Eure, Franța. În 1 ianuarie 2022 avea o populație de 123 de locuitori.